# Ježdík dunajský
Ježdík dunajský (Gymnocephalus baloni; Holčík & Hensel, 1974) je ryba z čeledi okounovití. Jedná se o endemit žijící v rychle proudících úsecích v povodí Dunaje, který byl objeven v roce 1974 československými vědci; v latinské nomenklatuře je pojmenována po Evženu Balonovi. O způsobu života tohoto ježdíka není dosud mnoho spolehlivých informací.

## Popis
Tělo je zavalité. Na hřbetě dvě splývající hřbetní ploutve. Na okraji žaberního víčka se nacházejí dva ostny. Šupiny jsou drobné, ktenoidní. Na těle je velké množství tmavých skvrn, které splývají v několik příčných pruhů.

## Výskyt
Ježdík dunajský obývá proudné úseky Dunaje a jeho přítoky. Zjištěn byl v Česku, Slovensku, Rakousku, Německu, Maďarsku, Srbsku, Rumunsku a Moldavsku.